# Лернер, Арье
Арье́ Ле́йб Ле́рнер (ивр. אריה לרנר‎; 18 июня 1918, Мехув, Польша — 2 апреля 2002, Варшава, Польша) – узник Сиона, израильский дипломат, активист еврейской общины в Польше, сторонник польско-еврейского сближения.

## Биография
Родился в семье служащего Исаака Лернера и Мирлы Файгенбаум, уроженцев Михува Люблинского, переехавших в 1920 году в Замосць. В молодости Арье Лернер работал водопроводчиком, являлся сторонником коммунистических идей. В 1939 году, с началом Второй мировой войны, уехал в СССР работать на шахтах Донбасса, где убедился, что «весь коммунизм — обман». В 1941 году эвакуировался вглубь Советского Союза, в Сибирь. С января 1942 по начало 1943 года служил в трудовом батальоне Красной армии.  В 1946 году вернулся в Польшу в качестве репатрианта, вступил в организацию «Хахистадрут хационит-Ихуд», («Объединенная профсоюзная сионистская организация»). На рубеже 1940—1950-х годов был заместителем консула в дипломатической миссии Израиля в Варшаве. Арестован Управлением безопасности (UB) 26 ноября 1952 года по подозрению в шпионаже в пользу Израиля, США и Франции под управлением израильского посланника Ариэля Леона Кубового.
Вначале судебный процесс над ним закончился 10-летним тюремным заключением. После обжалования и повторного рассмотрения дела, вскоре после смерти Иосифа Сталина, прокурор отказался от обвинительного заключения.
Лернер провел в Мокотовской тюрьме два года. После освобождения из тюрьмы репатриировался в Израиль, где работал на строительстве и в Яд ва-Шем. После смерти жены вернулся в Польшу в 1991 году, отметив, что больше не является сионистом. Некоторое время он работал в посольстве Израиля, а также был учителем иврита. Последние годы жизни провел на пенсии.
Лернер являлся почетным членом Польского совета христиан и евреев и единственным польским членом русской секции международной ассоциации узников Сиона. Он был инициатором уникального молитвенного собрания евреев и католиков, объединившего символы — Памятник героям гетто и Памятник участникам Варшавского восстания.
В 2000 году Гжегож Линковский снял фильм о судьбе Лернера под названием «Польский узник Сиона». Арье Лернер скончался 2 апреля 2002 года и был похоронен на еврейском кладбище на улице Окопова в Варшаве (участок 2).

## Семья
Его первой женой была Рахеля Лакс (1918–1991). В тюрьме Мокотув Лернер находился в одной камере со священником Владиславом Стефаньским, с которым, вопреки ожиданиям властей, надеявшихся на внутрикамерный конфликт, подружился. Долгие годы Лернер думал, что Стефаньский мертв, поэтому счел чудом, когда тот отыскал его в Израиле. Когда Лернер вернулся в Польшу после смерти своей жены Рахели, он познакомился там с сестрой Стефаньского Казимире, на которой вскоре женился.